# Hănești (gmina)
Hănești – gmina w Rumunii, w okręgu Botoszany. Obejmuje miejscowości Borolea, Hănești, Moara Jorii, Sărata-Basarab i Slobozia Hănești. W 2011 roku liczyła 2176 mieszkańców.